# Palustriella commutata
Palustriella commutata, régebbi nevén Cratoneuron commutatum egy pleurocarp (oldaltermő)  lombos moha, elsősorban nedves, meszes helyeken fordul elő: patakok, források közelében, vizes sziklafalakon él. Nagyon gyakran kalcium-karbonát rakódik le a levelein és így ún. traventin, mészkőtufa jön létre.

## Megjelenése
Egyszeresen, szabályosan, szárnyasan elágazó (fésű szerű) hajtást fejlesztő moha, mely a felszínen elterülve vagy a sziklafalon lelógva növekszik. A növény hossza általában 10–20 cm hosszú, azonban az idősebb hajtások gyakran mésszel vannak bevonva. A főhajtás gyakran sötét színű.
A levelek közötti szár sűrűn borított parafiliumokkal, amelyek egy sejtsor vastag fonalak. Általában ezek is erőteljesen meszesednek. Az idősebb a növények a erőteljes mészlerakódás miatt elpusztulnak.
A levek mélyen  barázdáltak hosszanti irányban. Alakjuk háromszögletűek, erősen visszahajló, sarló alakúak. A levél hosszanti csúcsba fut ki. A levélszél általában fogazott. A levélér erőteljes, a levél felénél hosszabb, gyakran a csúcsig ér. A főhajtás levelei nagyobbak, mint az oldalhatás levelei.  A levéllemez sejtjei körülbelül 6 - 10-szer hosszabbak szélességüknél, enyhén hullámos lefutásúak. A levélér hossza és levéllemez sejtek mérete, alakja változatos, ezek alapján különböző változatokat írtak le amiket bizonyos taxonómusok külön fajba sorolnak de ezek a besorolások bizonytalanok, gyakran változnak.

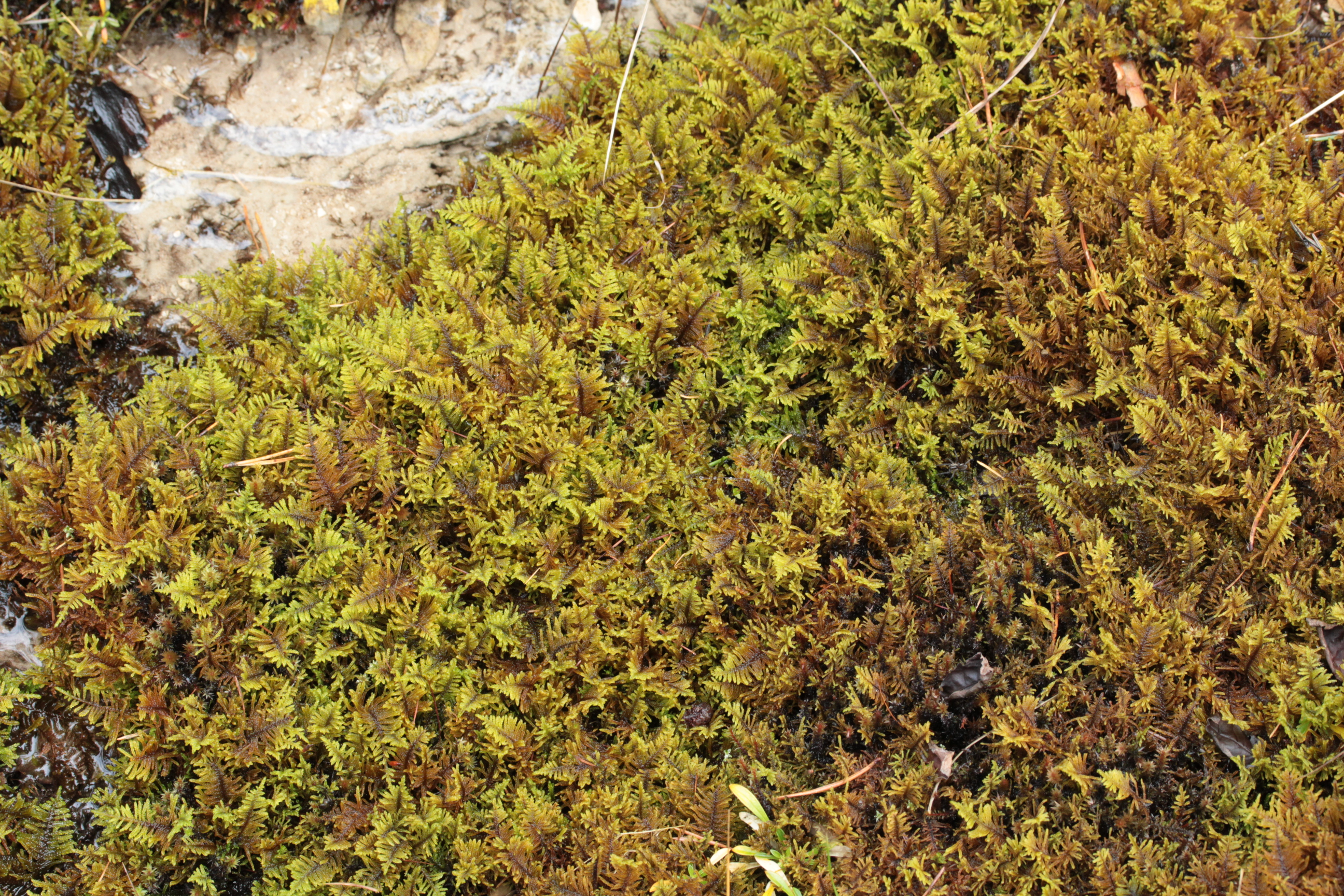
Habitus kép nedves mészkősziklákon
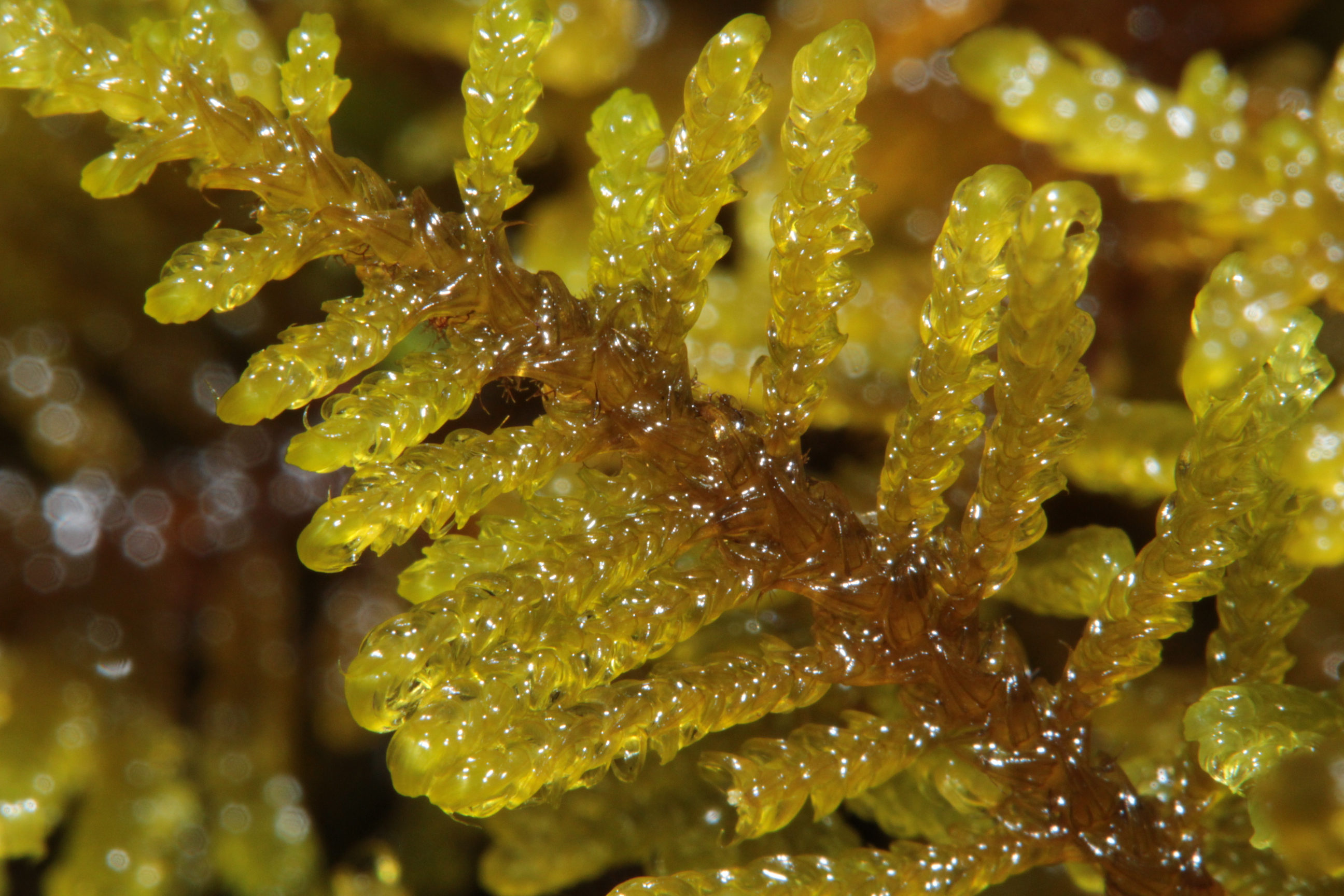
Az oldalhajtás levelei kisebbek és erőteljesebben görbültek, mint a főhajtás levelei
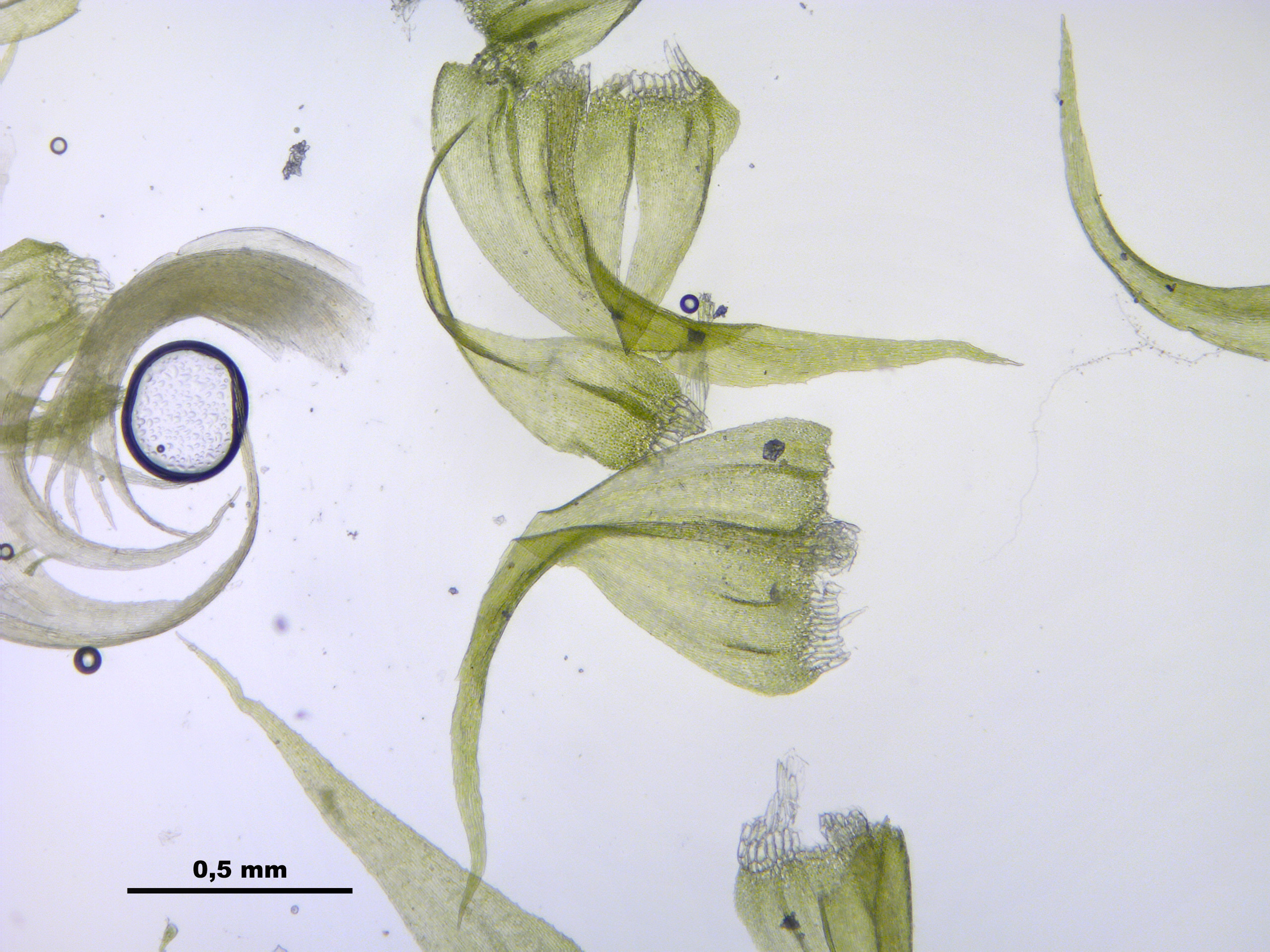
A levelek sarló alakúak
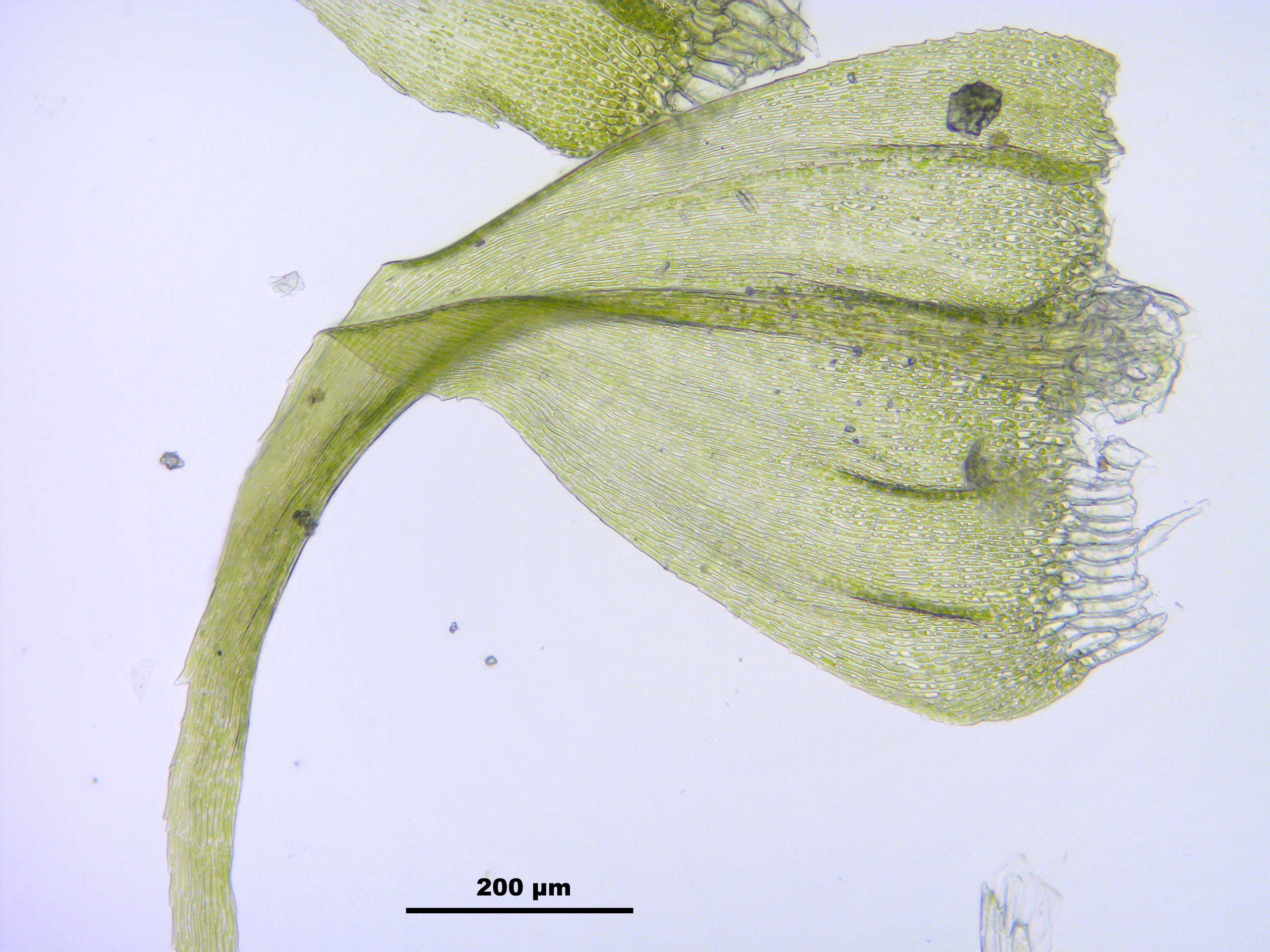
A levelek saroksejtjei nagyméretűek, hosszúkásak, jól elkülönülnek a levéllemez sejtjeitől

## Elterjedése és élőhelye
A moha mindig nedves meszes sziklafalakon, források, vízesések mellett, meszes lápokban, mocsarakban él. Ezeken a helyeken gyakran tömegesen fordul elő.

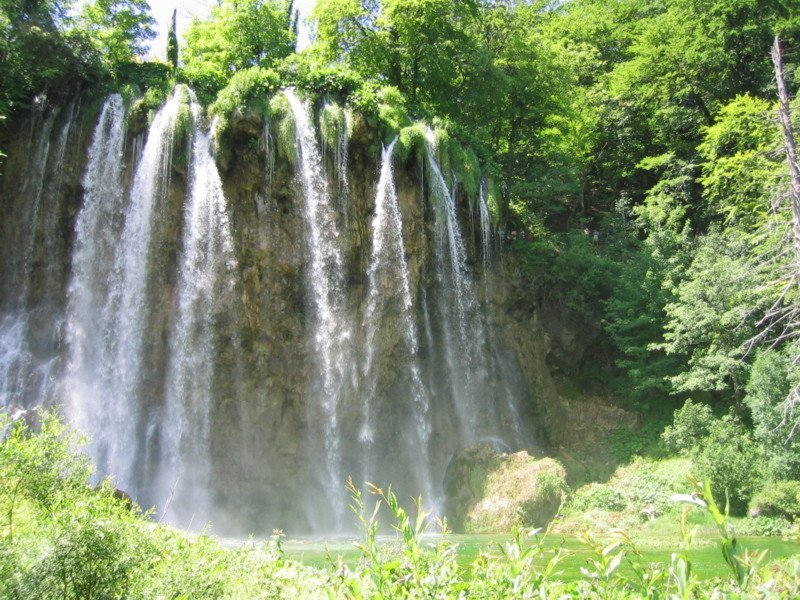
Egy tipikus Palustriella commutata élőhely egy vízesésénél Plitvicei-tavak Nemzeti Parkban

Ez a faj előfordul a mérsékelt égövi régióban az északi féltekén: Eurázsia, Észak-Amerika, Észak-Afrika. Azonban az erőteljes variabilitás miatt ezeket külön fajokként írják le. Magyarországon ritka faj, mivel a megfelelő élőhelyek ritkák és veszélyeztetettek (lápok, mocsarak, meszes vízesések). A Kárpátokban gyakori és bizonyos helyeken tömegesen fordul elő.

## A faj szerepe a mészkőtufa kialakulásában
A növény a levelek közötti parafiliumokon nagy mennyiségű mész (kalcium-karbonát) rakódik le. Ez úgy történik, hogy a moha a vízben lévő kalcium-karbonát oldhatóságát csökkenti a szén-dioxid megkötés által. Ennek eredményeképpen a mohanövénykék idősebb hajtásain tufa réteg alakul ki, de a fiatal hajtások tovább növekednek, így évente akár több centiméternyi mészkőtufa is létrejöhet.
Vízeséseknél a Palustriella commutata általában, változatos formájú, lemezes, lépcsős mészkőtufa formákat hoz létre.

## Internetes hivatkozások
- Bryophyte Flora of North America, Provisional Publication - AMBLYSTEGIACEAE-- Palustriella

- BBS Field Guide - Palustriella commutata (Angol oldal)

- Swiss Bryophytes - Palustriella commutata (Svájci oldal)

- Bildatlas Moose - Palustriella commutata (Német oldal)

## Fordítás
Ez a szócikk részben vagy egészben  a   Palustriella commutata című német Wikipédia-szócikk ezen változatának fordításán alapul.  Az eredeti cikk szerkesztőit annak laptörténete sorolja fel. Ez a jelzés csupán a megfogalmazás eredetét és a szerzői jogokat jelzi, nem szolgál a cikkben szereplő információk forrásmegjelöléseként.